# Media queries
Media Queries (srpski: upiti medija) je CSS3 modul koji omogućava renderovanje sadržaja kako bi se prilagodio uslovima kao što je rezolucija ekrаna (npr. ekranu telefona i ekranu računara). Postao je W3C preporučeni standard u junu 2012..

## Istorija
Media queries su osmišljeni u Håkon Wium Lie-ovom početnom predlogu CSS-a 1994, ali nisu postali deo CSS1. HTML4 preporuka iz 1997 prikazuje primer kako se Media Queries mogu dodati u budućnosti. U 2000, W3C počinje da radi na Media Queries i na drugoj šemi za podršku različitih uređaja: CC/PP. Ovo su dve stvari koje rešavaju isti problem, ali CC/PP je orijentisan ka serveru, dok su Media Queries orijentisani ka pretraživaču. Prvi javni radni nacrt za Media Queries je objavljen 2001. Specifikacija postaje deo W3C preporuke 2012. nakon što su pretraživači dodali podršku.

## Korišćenje media queries
Media query se sastoji od tipa medija i jednog ili više izraza, uključujući medija karakteristike, koje mogu imati vrednost ili true ili false. Rezultat upita je tačan ako se tip medija naveden u upitu poklapa sa tipom uređaja na kom je prikazan dokument i ako su svi izrazi u upitu tačni. Kada je upit tačan, odgovarajući stil strane ili pravila stila se primenjuju, praćen normalnim kaskadnim stilom.
Jedan jednostavan primer:
```
@
media
 
screen
 
and
 
(
min-width
:
500px
)
 
{
 
...
 
}

```

## Tip medija
Tip medija može biti deklarisan u head HTML dokumenta koristeći "media" atribut unutar <link> elementa. Vrednost "media" atributa određuje na kom uređaju će se linkovon dokument prikazati. Tipovi medija mogu biti deklarisani i u XML instrukcijama, @import at-rule, i @media at-rule. CSS2 definiše sledeće tipove medija:
- braille
- embossed
- handheld
- print
- projection
- screen
- speech
- tty
- tv

Tip medija "all" se može koristiti da se ukaže da se stil strane primenjuje na se tipove medija.

## Karakteristike medija
Sledeća tabela sadrži karakteristike medija nabrojane u poslednjoj W3C preporuci za media queries, (19. 6. 2012).
| Karakteristika      | Vrednost                       | Min/Max | Opis                                                          |
| ------------------- | ------------------------------ | ------- | ------------------------------------------------------------- |
| color               | integer                        | da      | broj bitova po komponenti boje                                |
| color-index         | integer                        | da      | broj unosa u tabeli pretraživanja boja                        |
| aspect-ratio        | integer/integer                | da      | odnos širine i visine (width/height)                          |
| device-aspect-ratio | integer/integer                | da      | odnos širine i visine na uređaju (device-width/device-height) |
| device-height       | dužina                         | da      | visina na izlaznom uređaju                                    |
| device-width        | dužina                         | da      | širina na izlaznom uređaju                                    |
| grid                | integer                        | ne      | tačno za uređaje sa gridom                                    |
| height              | dužina                         | da      | visina rendirane površine                                     |
| monochrome          | integer                        | da      | broj bitova po pikselu u monohromatskom frejm baferu          |
| resolution          | rezolucija ("dpi" ili "dpcm")  | da      | rezolucija                                                    |
| scan                | "progressive" ili "interlaced" | ne      | proces skeniranja za "tv" tip medija                          |
| width               | dužina                         | da      | širina rendirane površine                                     |
| orientation         | portrait ili landscape         | ne      | orijentacija dokumenta                                        |

## Spoljašnje veze
- W3C – Media Queries recommendation 19 June 2012
- W3C – CSS specs > Media Queries
- Examples of Media Queries usage Архивирано на веб-сајту  (20. октобар 2013)
- Sitepoint – Media Queries